# 关帝镇 (绵阳市)
关帝镇，是中华人民共和国四川省绵阳市涪城区曾经下辖的一个镇。2019年12月，撤销关帝镇，将其所属行政区域划归丰谷镇管辖。

## 行政区划
关帝镇撤销前下辖以下地区：
场镇社区、猫林村、大树村、拱桥村、齐心村、清水村、字库村、水塘村、龙坝村、大坪村和三联村。